# Rathaus (Marktleuthen)

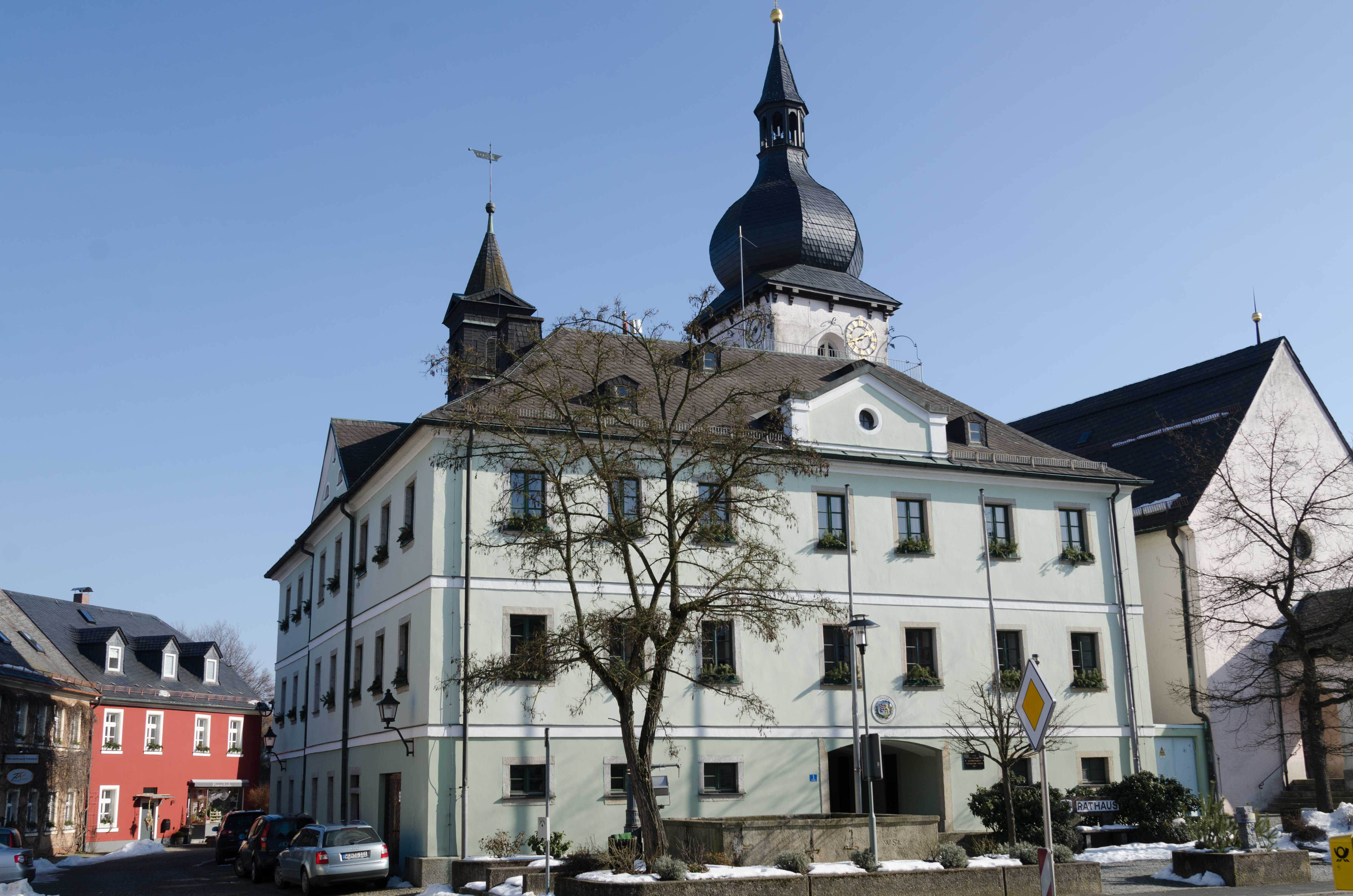
Rathaus in Marktleuthen

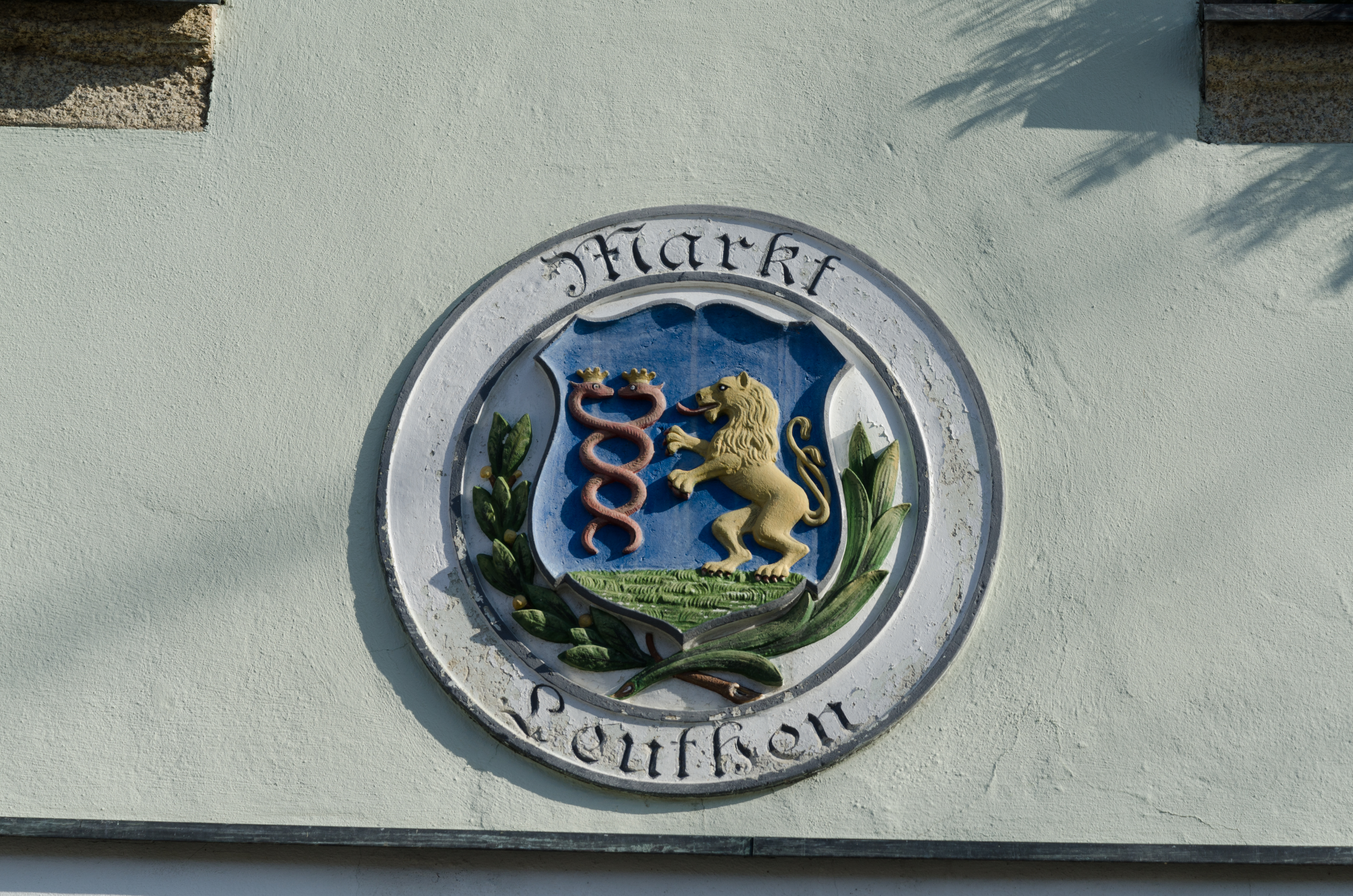
Wappen von Marktleuthen

Das Rathaus in Marktleuthen, einer Stadt im oberfränkischen Landkreis Wunsiedel im Fichtelgebirge in Bayern, wurde 1822 errichtet und 1878 erweitert. Das Rathaus am Marktplatz 3 ist ein geschütztes Baudenkmal. 
Die dreigeschossige Dreiflügelanlage ist ein verputzter Massivbau mit abgewalmtem Schieferdach mit Zwerchhäusern. Die kleinen stehenden Gauben sowie der rechteckige Dachreiter sind verschiefert. Er wird von einem Zeltdach mit Dachknauf und Wetterfahne bekrönt.  